# Numismatiker

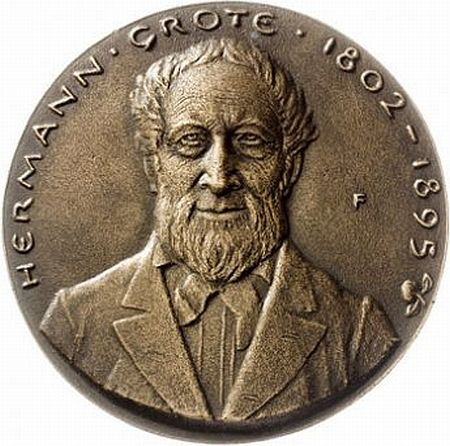
Der deutsche Numismatiker Hermann Grote auf einer Bronzegussmedaille

Ein Numismatiker (von altgriechisch: νόμισμα nómisma „das Gesetzmäßige, die Münze“) ist eine Person, die sich mit der Numismatik, also mit Münzen oder münzähnlichen Objekten, wissenschaftlich beschäftigt.

## Beschreibung
Berufliches Tätigkeitsgebiet des Numismatikers ist fast ausschließlich das Museumswesen, wo er große öffentliche Sammlungen betreut (zum Beispiel Berlin, Wien, Dresden, München, Frankfurt am Main, Gotha), ferner die Universität, wo Numismatik gelehrt wird (Universitäten Frankfurt am Main, Marburg, Münster, Tübingen und Wien). Im Münzhandel ist mitunter ein Numismatiker als Verfasser von Auktionskatalogen beschäftigt. Generell und darüber hinaus können alle ernsthaften, wissenschaftlich arbeitenden Münzsammler als Numismatiker bezeichnet werden.  
Numismatiker sind in Numismatischen Gesellschaften organisiert, die meistens eigene Publikationsorgane unterhalten, wie der Royal Numismatic Society in London, gegründet 1836, der Österreichischen Numismatischen Gesellschaft, gegründet 1870. Die älteste deutsche Numismatische Gesellschaft ist die 1843 gegründete Berliner Numismatische Gesellschaft. Als Organisationen der Sammler fungieren die Deutsche Numismatische Gesellschaft, gegründet 1951, die ein Dachverband der Münzvereine ist, und die Gesellschaft für Internationale Geldgeschichte, gegründet 1965, die sich als gemeinnützige Forschungsgesellschaft versteht. 
Die Numismatische Kommission der Länder in der Bundesrepublik Deutschland, gegründet 1950, ist das Forum, in dem die Länder im Rahmen ihrer Kulturhoheit die wissenschaftlichen Belange des inhaltlich weit verzweigten Faches koordinieren und die für die verschiedenen Länder tätigen Numismatiker vernetzen.